# Rocky
Rocky este un film american din 1976 regizat de John G. Avildsen, în care rolul titular este interpretat de Sylvester Stallone, cel care a scris și scenariul filmului. Rocky se luptă cu campionul mondial la categoria grea Apollo Creed (interpretat de Carl Weathers). În alte roluri interpretează actorii Talia Shire, Burt Young, Burgess Meredith.

## Povestea
Rocky Balboa (Sylvester Stallone) este un boxer neimportant a cărui viață pare să nu aibă nici un țel. El lucrează drept colector pentru un cămătar și luptă pe sume mici, lucru pentru care Rocky este batjocorit. Antrenorul său Mickey Goldmill (Burgess Meredith) îl considera un „vagabond”. În același timp, Rocky o curtează pe timida Adrian Pennino (Talia Shire), a cărui frate alcoolic, Paulie (Burt Young), încearcă să primească și el o slujbă de recuperator de la Rocky. Dar când campionul mondial la categoria grea Apollo Creed (Carl Weathers) îl alege la întâmplare pe Rocky ca pretendent la titlu, Rocky realizează că are șansa să demonstreze că nu este inutil. Cu sprijinul Adrianei și cu Mickey ca antrenor, Rocky luptă pentru onoarea sa.

## Distribuția
- Sylvester Stallone este Rocky Balboa
- Talia Shire este Adrian Pennino, iubita lui Rocky
- Burt Young este Paulie Pennino, fratele lui Adrian
- Carl Weathers este Apollo Creed, adversarul lui Rocky, inspirat din viața lui Muhammad Ali.[3]
- Burgess Meredith este Mickey Goldmill: managerul și antrenorul lui Rocky
- Thayer David este George Jergens
- Joe Spinnell este Tony Gazzo